# Bristol Buckmaster
Bristol Buckmaster byl britský pokračovací cvičný letoun užívaný Royal Air Force v 50. letech 20. století.

## Vznik a vývoj
V roce 1945 existovala vážná mezera ve výkonech mezi tehdejšími vícemotorovými pokračovacími cvičnými letouny – jako byly Avro Anson, Airspeed Oxford a cvičné verze Bristolu Blenheim a Lockheedu Hudson – a bojovými letouny, se kterými měli piloti operačně létat po završení výcviku.
Odpovědí společnosti Bristol na specifikaci T.13/43 ministerstva letectví byl typ 166, založený na jejím typu 163 Buckingham s novou širokou přední částí trupu, poskytující prostor pro instruktora a pilotního žáka sedící vedle sebe, a za nimi místo pro radistu. Veškerá výzbroj, vojenské vybavení a pancéřování byly odstraněny.
Buckmaster byl vrtulový dvoumotorový středoplošník. Zatahovací podvozek byl konvenční konfigurace s ostruhovým kolečkem. Hvězdicové motory byly vybaveny čtyřlistými vrtulemi.
Na prototypy byly přestavěny dva částečně dokončené Buckinghamy, z nichž první vzlétl 27. října 1944. Nepoužité sady komponent z výroby Buckinghamů byly použity k výrobě 110 Buckmasterů, které byly dodány v letech 1945 a 1946.

## Nasazení
Všechny sériové letouny měly sloužit jako cvičné pro výcvik osádek podobně koncipovaných Brigandů. Typ byl v době zavedení považován za nejvýkonnější cvičný stroj používaný RAF. Typ umožňoval výcvik létání naslepo podle přístrojů, přičemž běžnou posádku tvořili pilotní žák, instruktor a palubní spojař. Poslední Buckmastery Training Command sloužily u operačně-výcvikové No. 238. OCU v Colerne do poloviny padesátých let; přesun jednoho nebo dvou do Filtonu pro experimentální účely znamenal vyřazení typu ze služby v polovině 50. let.

### Uživatelé
- Spojené království
  - Royal Air Force

## Specifikace (T Mk.I)
Údaje dle

### Technické údaje
- Osádka: 3 (instruktor, žák, radista)
- Délka: 14,27 m (46 stop a 10 palců)
- Rozpětí: 21,89 m (71 stop a 10 palců)
- Výška: 5,36 m (17 stop a 7 palců)
- Nosná plocha: 65,77 m² (708 čtverečních stop)
- Plošné zatížení:
- Prázdná hmotnost: 10 432,6 kg (23 000 lb)
- Maximální vzletová hmotnost: 17 324 kg (38 193 lb)
- Pohonná jednotka: 2 × vzduchem chlazený osmnáctiválcový dvouhvězdicový motor Bristol Centaurus VII pohánějící čtyřlistou plynule stavitelnou vrtuli Rotol
- Výkon pohonné jednotky: 2 × 2 400 hp (1 800 kW)

### Výkony
- Maximální rychlost: 531 km/h (352 mph) ve výšce ~3 700 m (12 000 stop)
- Cestovní rychlost: 523 km/h (325 mph) ve výšce ~ 5 500 m (18 000 stop)
- Dolet: 3 200 km (2 000 mil)
- Dostup: 9 144 m (30 000 stop)
- Stoupavost: 11,40 m/s (2 245 stop/min)
- Poměr výkon/hmotnost: